# Eriosyce sociabilis
Eriosyce sociabilis ist eine Pflanzenart in der Gattung Eriosyce aus der Familie der Kakteengewächse (Cactaceae). Das Artepitheton sociabilis stammt aus dem Lateinischen und  bedeutet ‚gesellig‘.

## Beschreibung
Eriosyce sociabilis wächst mit kugelförmigen bis verlängerten Trieben und erreicht Durchmesser von 3 bis 10 Zentimeter. Die Wurzel ist eine kurze, konische Pfahlwurzel. Es sind 13 bis 16 Rippen vorhanden, die gekerbt sind und so in Höcker aufgelöst erscheinen. Die darauf befindlichen Areolen sind eingesenkt. Die in der Mehrzahl geraden Dornen sind dunkelbraun bis schwarz. Die sechs bis zwölf Mitteldornen sind 2 bis 4 Zentimeter, die sechs bis 20 Randdornen 0,3 bis 2 Zentimeter lang.
Die schmal trichterförmigen, fuchsienroten Blüten erscheinen aus jungen Areolen und erreichen Durchmesser von 2 bis 3 Zentimeter. Ihr Perikarpell und die Blütenröhre sind mit Wolle und weißen Borsten besetzt. Die verlängerten Früchte öffnen sich mit einer basalen Pore.

## Verbreitung, Systematik und Gefährdung
Eriosyce sociabilis ist in der chilenischen Region Atacama  verbreitet. Das Verbreitungsgebiet reicht vom Süden Calderas bis in den Süden von Totoral Bajo.
Die Erstbeschreibung als Neoporteria sociabilis erfolgte 1963 durch Friedrich Ritter. Fred Kattermann stellte die Art 1994 in die Gattung Eriosyce.
In der Roten Liste gefährdeter Arten der IUCN wird die Art als „Endangered (EN)“, d. h. als stark gefährdet geführt.

## Nachweise